# Iwan Iwanowitsch Dubassow
Iwan Iwanowitsch Dubassow (russisch Иван Иванович Дубасов; * 18. Novemberjul. / 30. November 1897greg. in Odinzowo; † 15. März 1988 in Moskau) war ein russisch-sowjetischer Grafiker.

## Leben
Dubassows Vater Iwan Mitrofanowitsch Dubassow war Revisorassistent im Moskauer Kontrollamt und zeichnete in seiner Freizeit Karikaturen für verschiedene Zeitschriften.
Dubassow zeichnete schon als Kind begeistert. 1908 kam er in die Kaiserliche Zentrale Stroganow-Kunst-Gewerbe-Schule in Moskau, um als Emailleur ausgebildet zu werden. Seine Lehrer waren Stanisław Noakowski und Dmitri Schtscherbinowski. Bei dem Schülerwettbewerb 1913 zur Illustration des Evangeliums nach Johannes erreichte seine Arbeit im altrussischen Stil den ersten Platz und wurde mit dem Osterdiplom ausgezeichnet. 1915 verließ er die Schule mit einem Diplom 1. Klasse als Studierter Zeichner, so dass er als Lehrer für Zeichnen, Entwerfen und Rechtschreibung an Gymnasien arbeiten konnte.
Im Ersten Weltkrieg wollte die Kaiserlich Russische Armee Dubassow im Hinblick auf seine Fähigkeiten in der Etappe einsetzten. Jedoch meldete sich Dubassow 1916 für das 28. Reserve-Regiment, das ihn bald nach Moskau in die Praporschtschik-Schule abkommandierte. Im Herbst 1916 kam er an die Westfront, wo er Aufklärer zu Fuß war. Am Tag der Oktoberrevolution befand er sich in Dorohoi, wo er wegen Typhus behandelt wurde. Dann kam er in einem Sanitätszug zurück nach Sowjetrussland. Zurück in Odinzowo erhielt er schließlich eine Stelle als Zeichenlehrer an mehreren Schulen. Im Bürgerkrieg wurde er zur Roten Armee eingezogen und wurde bald in die Kultur- und Bildungsarbeit versetzt. Er arbeitete im Klub und Theater der Roten Armee.
1922 wurde Dubassow krankheitshalber demobilisiert und kehrte nach Odinzowo zurück. Er arbeitete als Lehrer in einer Schule in der Umgebung. Er beteiligte sich an einem in der Iswestija 1922 ausgeschriebenen Wettbewerb für den besten Entwurf einer Briefmarke für den 5. Jahrestag der Oktoberrevolution und der RSFSR mit drei Preisen in Höhe von 1 Milliarde, 300 Millionen und 200 Millionen Rubel. Der erste von seinen zwei Entwürfen zeigte einen Steinmetzarbeiter, der den Text RSFSR 1917–1922 in eine Steinplatte meißelt, während der zweite Entwurf eine die Revolution begrüßende Menschheit symbolisierende Figur mit Posttasche zeigte. Mangels Farben hatte er eine Kaliumpermanganat-Lösung zum Einfärben benutzt, und der Nachbar Nikolai Haarbleicher hatte Modell gestanden. Über 100 Künstler beteiligten sich an dem Wettbewerb, darunter Dmitri Mitrochin und Sergei Tschechonin. Nach langen Diskussionen entschied die Mehrheit der stimmberechtigten Mitglieder der Jury, zu der auch die Gosnak-Abteilungsleiter Wladimir Adrianow und Alexander Jefimowitsch Suchich gehörten, dass Debussows Zeichnung mit dem Steinmetzarbeiter die beste Arbeit sei. Mit dem erhaltenen Preisgeld von 1 Milliarde Rubel konnte Dubassow seiner künftigen Frau Wera Sergejewna (1901–1980), die ihn auf die Ausschreibung aufmerksam gemacht hatte, ein Paar neue Stiefel kaufen.
Alexander Suchich lud nun Dubassow ein, bei Gosnak als Künstler-Graveur zu arbeiten. Am 24. August 1922 begann Dubassow seine Karriere bei Gosnak in der 2. Moskauer Schilderfabrik. Nach der Gründung der Sowjetunion (UdSSR) 1922 musste ein neues Staatssymbol entwickelt werden. Das Zentrale Exekutivkomitee der UdSSR (ZIK) schrieb einen Wettbewerb für den besten Entwurf für das Wappen der Union aus. Von den vielen eingereichten Vorschlägen wurde von der ZIK-Kommission der Entwurf Wsewolod Pawlowitsch Korsuns bevorzugt, der allerdings den Nachteil hatte, dass die Inschrift Proletarier aller Länder, vereinigt Euch! nur auf Russisch erschien, während alle Unionssprachen zu sehen sein sollten. Darauf wurde Gosnak beauftragt, nach Korsuns Entwurf das Unionswappen zu entwickeln. Die Arbeiten wurden von dem Leiter der Abteilung für Kunstreproduktion Wladimir Adrianow geleitet, der vorschlug, in die Mitte des Wappens eine Weltkugel mit Hammer und Sichel anzuordnen. Die Endausführung übernahm Dubassow. Im Hinblick auf eine mögliche Veränderung der Zahl der Unionssprachen in der Zukunft schlug er vor, die Proletarier-Texte auf Schleifen anzuordnen. Dubassows Version wurde schließlich am 22. September 1923 durch Unterschrift des ZIK-Sekretärs Abel Jenukidse genehmigt.
Neben seiner Berufstätigkeit zeichnete Dubassow viel für Zeitschriften.
1923 begann Dubassow mit der Arbeit für Banknoten. Er entwarf einen säenden Bauern für drei Tscherwonzen. 1924 entwarf er die Kassenscheine für 1, 2, 3, 5, 20 und 60 Kopeken, später folgte der Entwurf für den halben Tscherwonez. Nach dem Tod Lenins am 21. Januar 1924 stellte Dubassow im Auftrag der Gosnak die Lenin-Trauerbriefmarke her, die am Beginn der Trauerfeier am 27. Januar 1924 um 16 Uhr in Umlauf kam. Es folgten weitere Staatskassenscheine und Banknoten. Im März 1926 wurde Dubassow Senior-Künstler. Nach Dubassows Entwurf mit dem Lenin-Foto Wiktor Bullas schufen im Frühjahr 1930 die Bildhauer Iwan Schadr und Pjotr Tajoschny das Modell des Leninordens. Darauf stellte Alexei Iwanowitsch Pugatschow den Prägestempel her, mit dem noch im selben Jahr die ersten Leninorden in der Gosnak-Fabrik geprägt wurden. Im Februar 1932 wurde Dubassow Chefkünstler der Gosnak. Er zog nun mit seiner Frau und seinen vier Kindern von Odinzowo nach Moskau um.
1937 erhielt die Gosnak von der Gosbank den Auftrag für neuartige Banknoten, die erstmals das Porträt Lenins von Alfred Eberling erhielten. Das Lenin-Porträt wurde von dem Gosnak-Künstler Alexander Hugowitsch Blum (1894–1986?) graviert, und Dubassow fertigte die Entwürfe für die 3-, 5- und 10-Tscherwonez-Scheine. 1938 nach der Erweiterung der UdSSR mit verändertem Staatswappen entwarf er neue Staatskassenscheine mit einem Stachanow-Bergmann, einem Rotarmisten und einem Piloten. Teilweise benutzte er Banknotenelemente aus der Zarenzeit.
1939 entwarf Dubassow die Medaillen „Für heldenmütige Arbeit“ und „Für Arbeitsauszeichnung“ und 1939 den Goldenen Stern für Helden der Sowjetunion. Es folgten der Marschallstern und weitere Orden und Medaillen.
Nach Beginn des Deutsch-Sowjetischen Kriegs beschloss die Regierung im April 1942 zur Finanzierung staatliche Kriegsanleihen auszugeben, wofür Dubassow im Februar 1942 einen angreifenden Rotarmisten gezeichnet hatte. Während des Krieges blieb er in Moskau, während seine Familie nach Krasnokamsk evakuiert worden war. 1943–1945 stellte die Gosnak Banknoten für die neuen Sozialistischen Länder her. In der DDR, der Mongolei, Polen, China, der Tschechoslowakei und Albanien waren die von Dubassow entworfenen Geldscheine jahrzehntelang im Umlauf.
Die letzte von Dubassow realisierte Banknotenserie erschien 1961. Er entwarf die Wimpel für die Mond- und Venussonden. Am 1. Februar 1971 ging er in Pension, half aber weiter seinen Kollegen Igor Sergejewitsch Krylkow, Lidija Fjodorowna Maiorowa und anderen. Seine letzte Arbeit war 1980 das Wappen der Stadt Odinzowo.
Nach seinem Tod in Moskau wurde Dubassow in Odinzowo begraben.
Die neuen Banknoten der von Finanzminister Walentin Pawlow von Januar bis April 1991 durchgeführten Währungsreform zur Reduzierung des Bargeldumlaufs beruhten auf Entwürfen Dubassows.

## Ehrungen
- Leninorden (1945)
- Orden des Roten Banners der Arbeit (1951)[3]
- Verdienter Künstler der RSFSR (1959)
- Ehrenzeichen der Sowjetunion[3]
- Jubiläumsmedaille „Zum Gedenken an den 100. Geburtstag von Wladimir Iljitsch Lenin“

## Werke

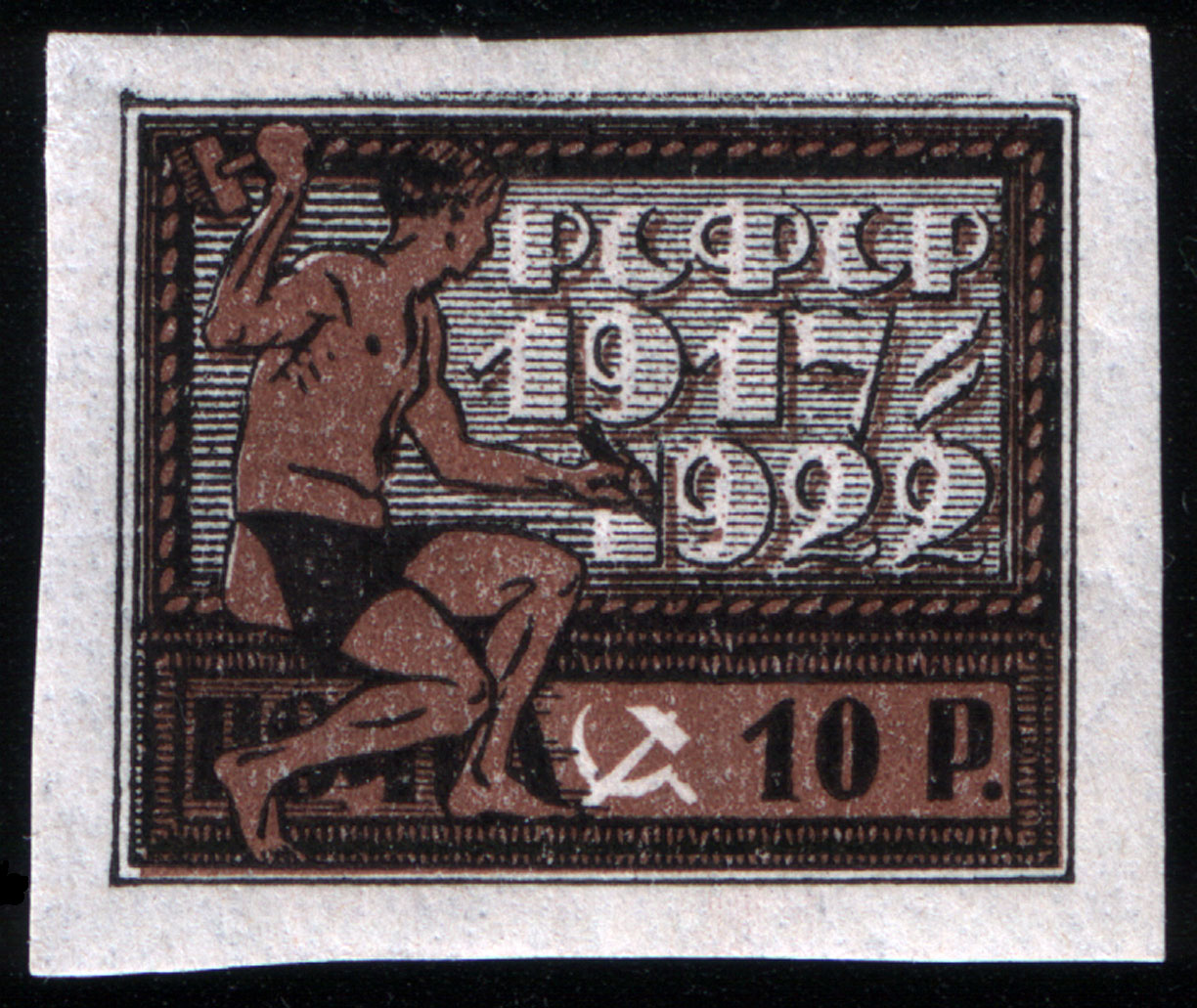
Dubassows RSFSR-Briefmarke zum 5. Jahrestag der Oktoberrevolution
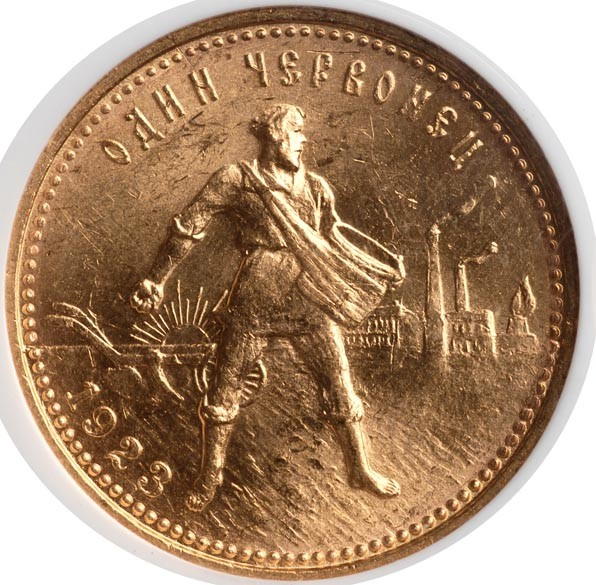
Tscherwonez (1923)
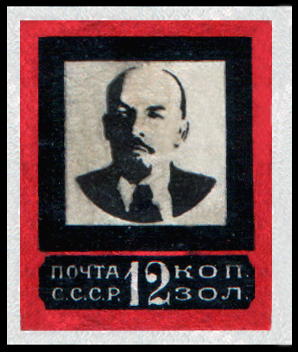
Lenin-Trauerbriefmarke (1924)
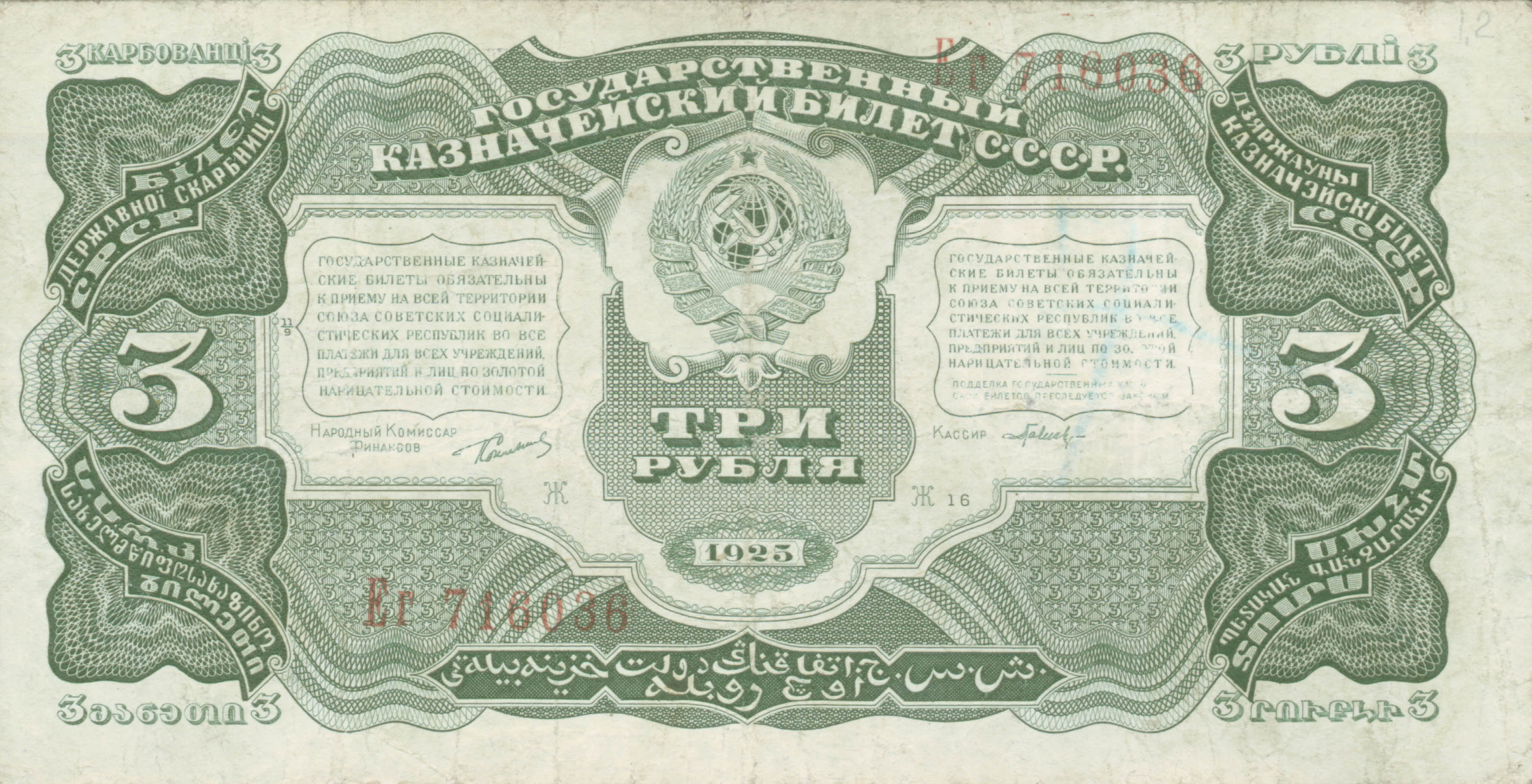
3 Rubel (Vorderseite, 1925)
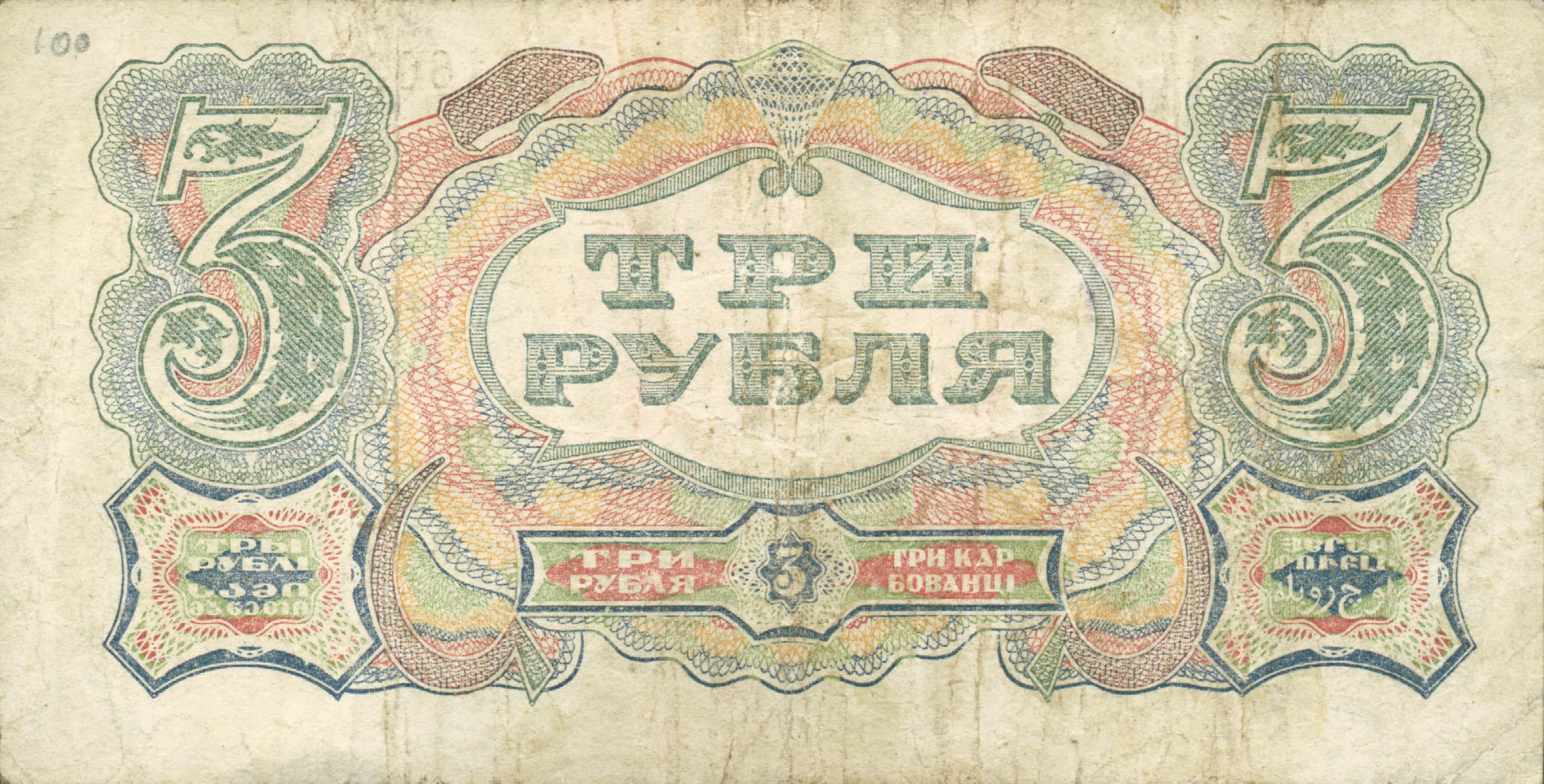
3 Rubel (Rückseite, 1925)
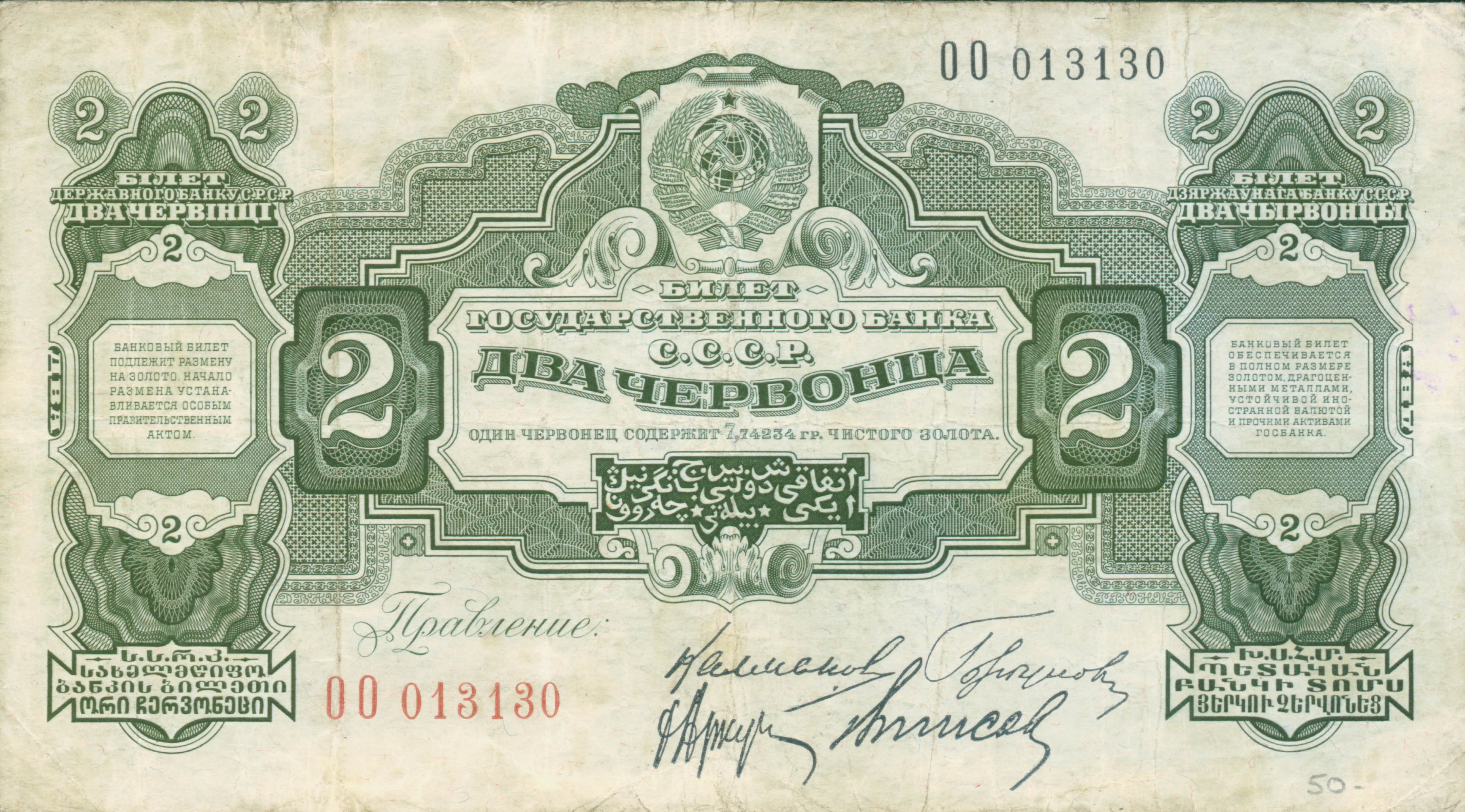
2 Tscherwonzen (Vorderseite, 1928)
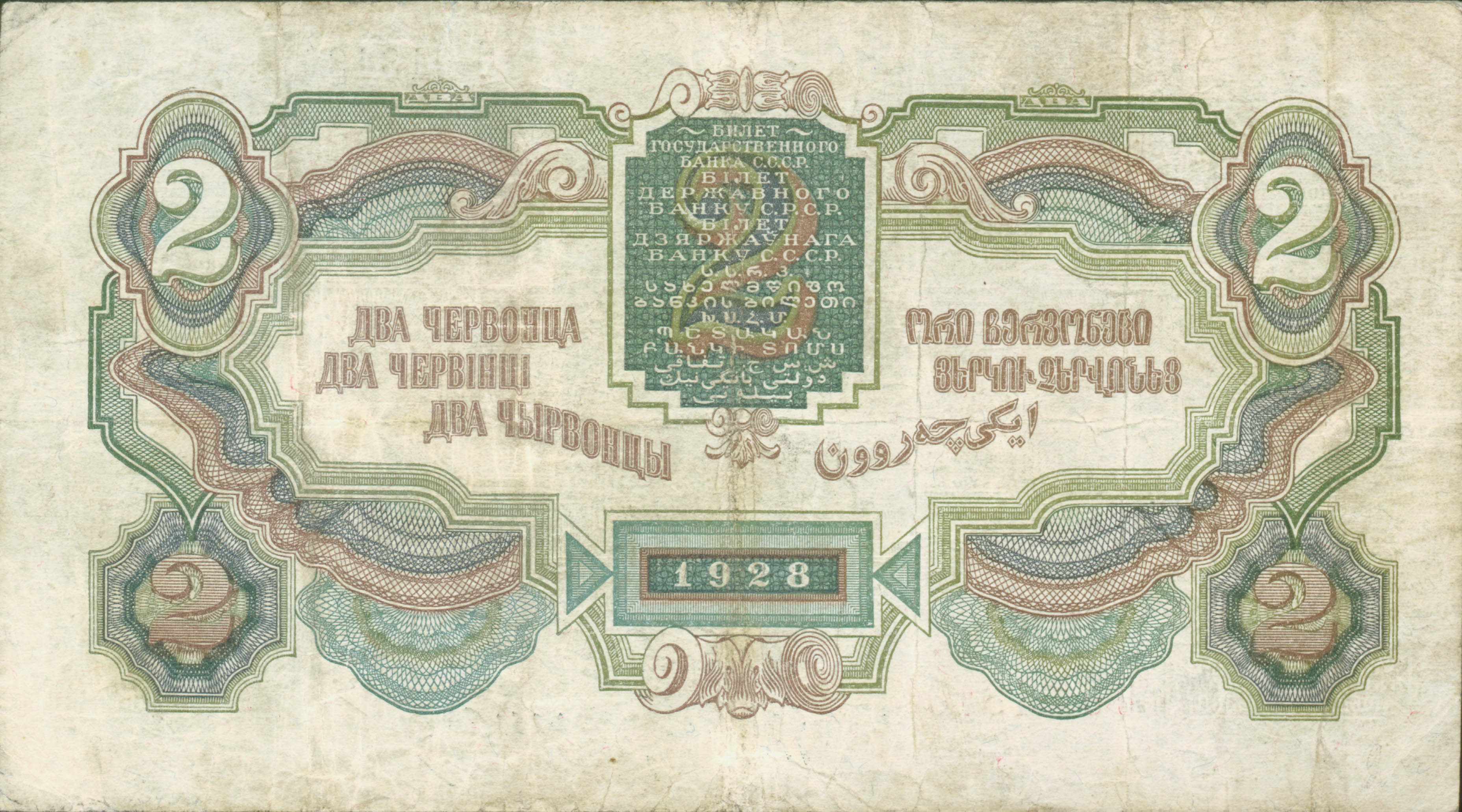
2 Tscherwonzen (Rückseite, 1928)
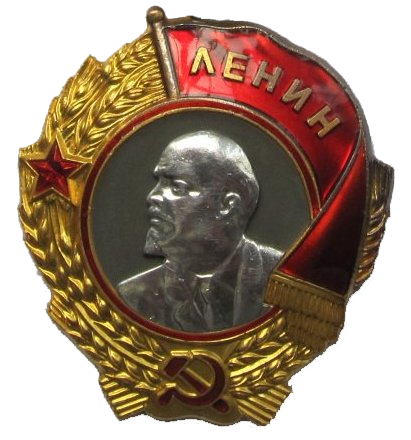
Leninorden (1930)
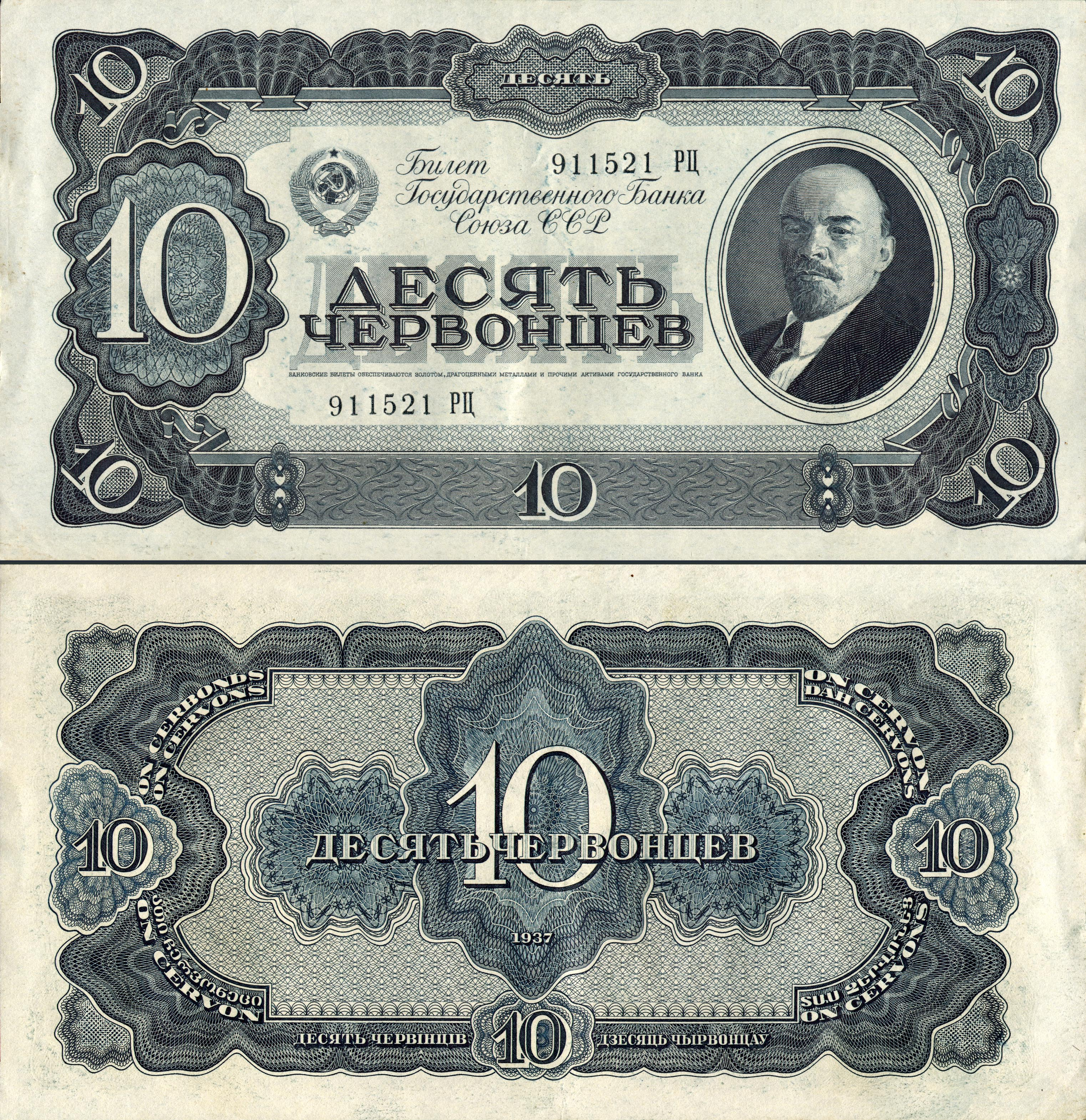
10 Tscherwonzen (1937)
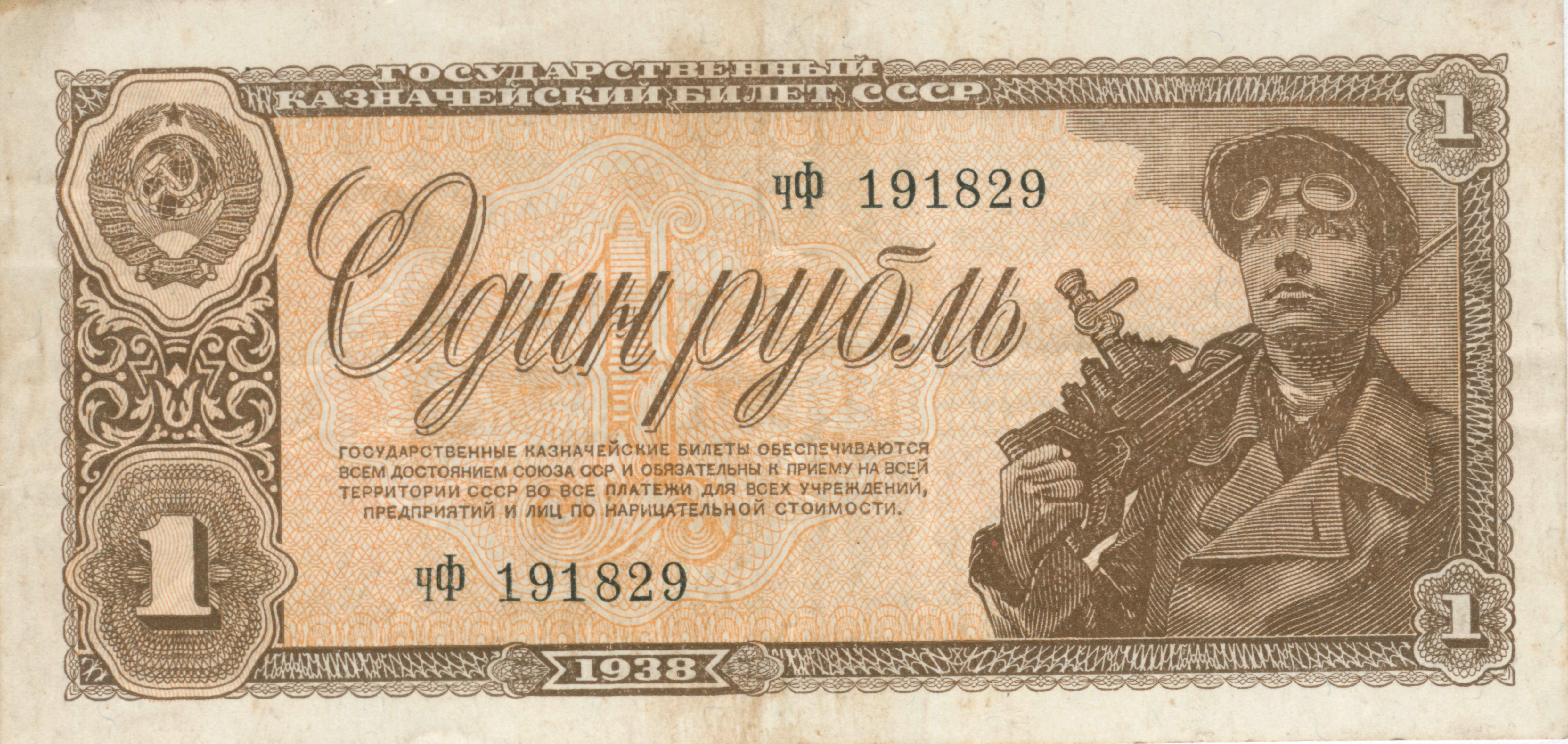
1 Rubel (1938)
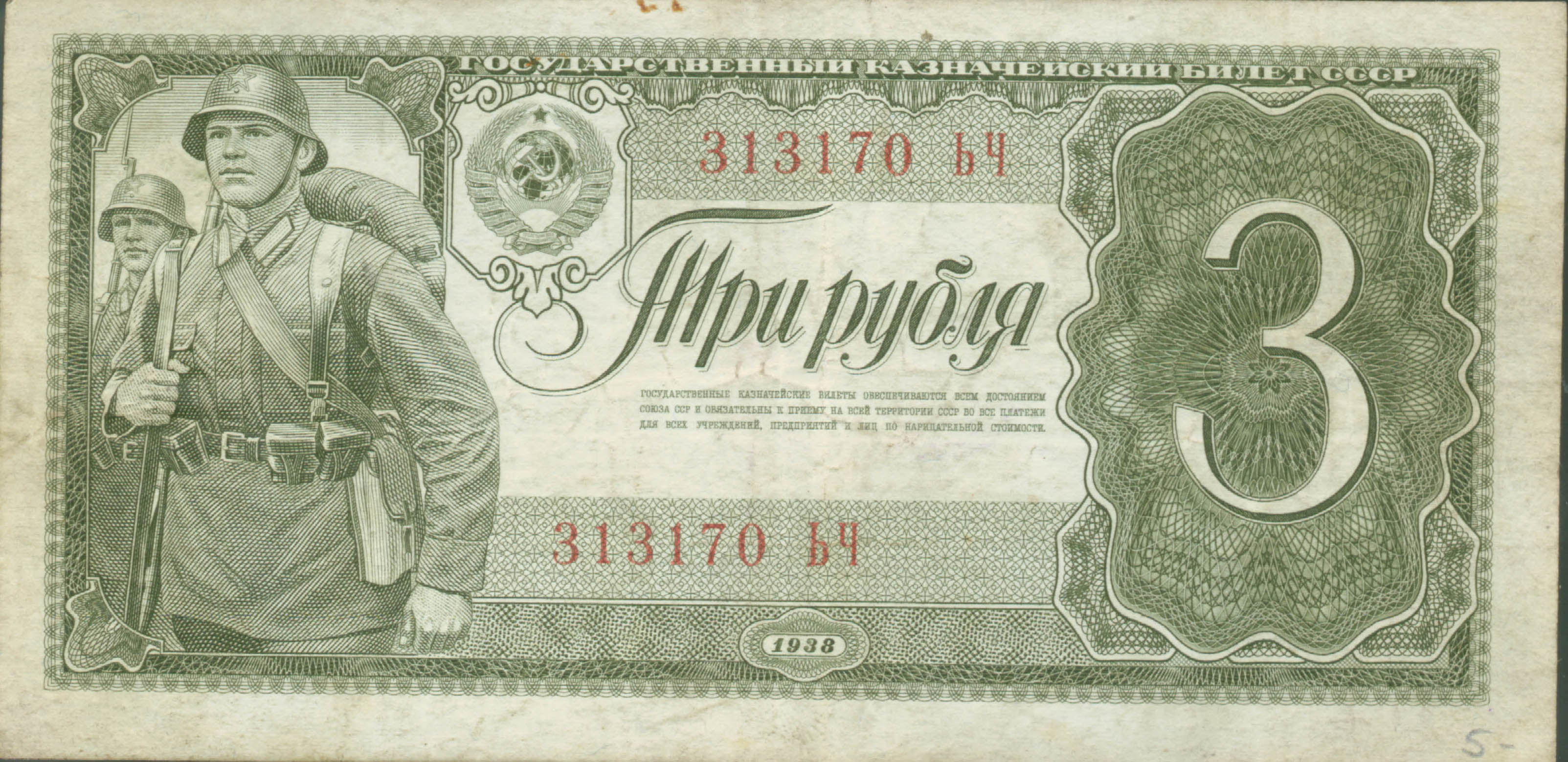
3 Rubel (1938, möglicherweise Selbstporträt)
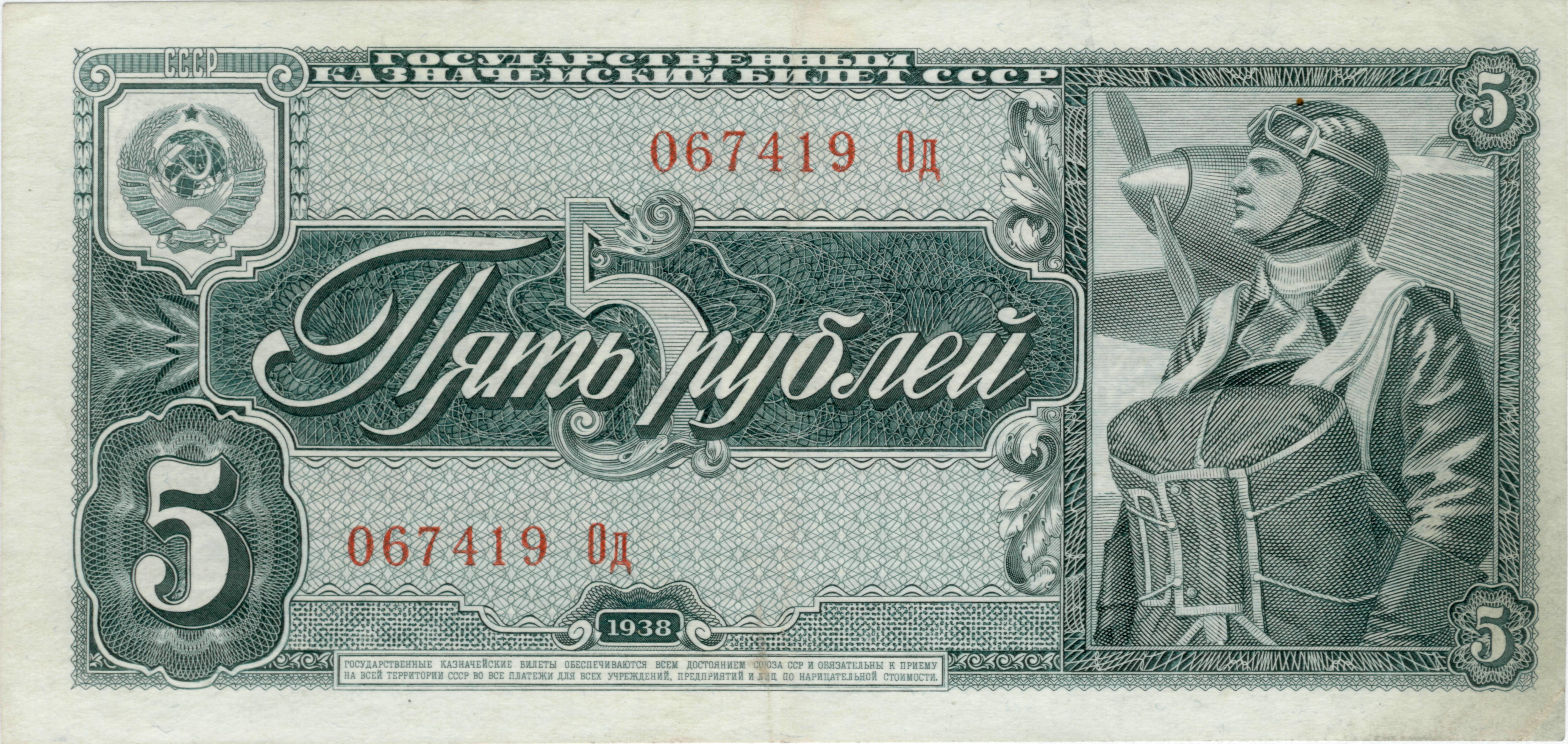
5 Rubel (1938)
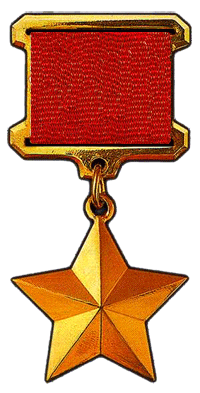
Goldener Stern (1939)
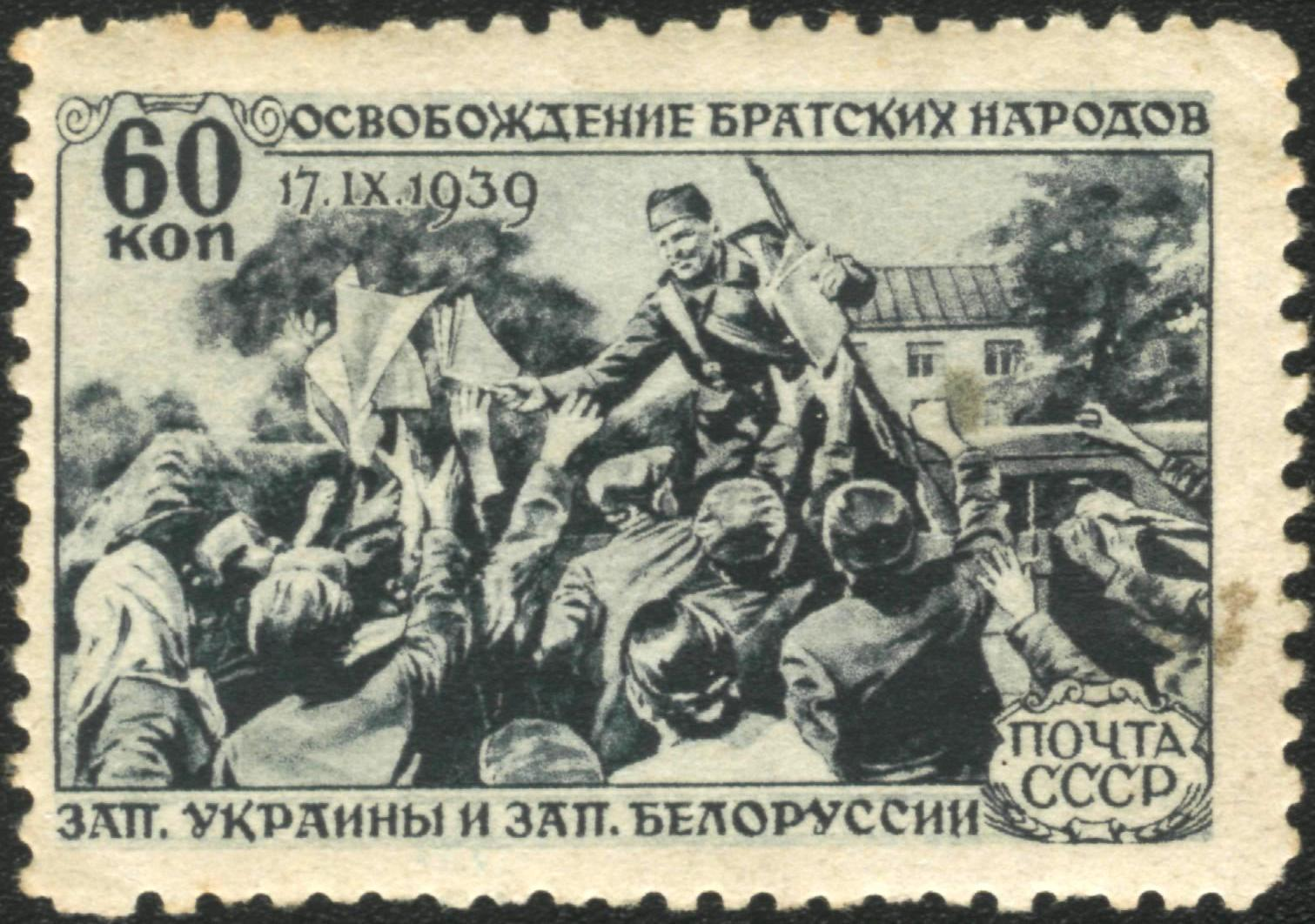
Sonderbriefmarke zum Anschluss der bisher polnischen Westukraine an die USSR und Westweißrusslands an die BSSR am 17. September 1939 (Sowjetische Besetzung Ostpolens)
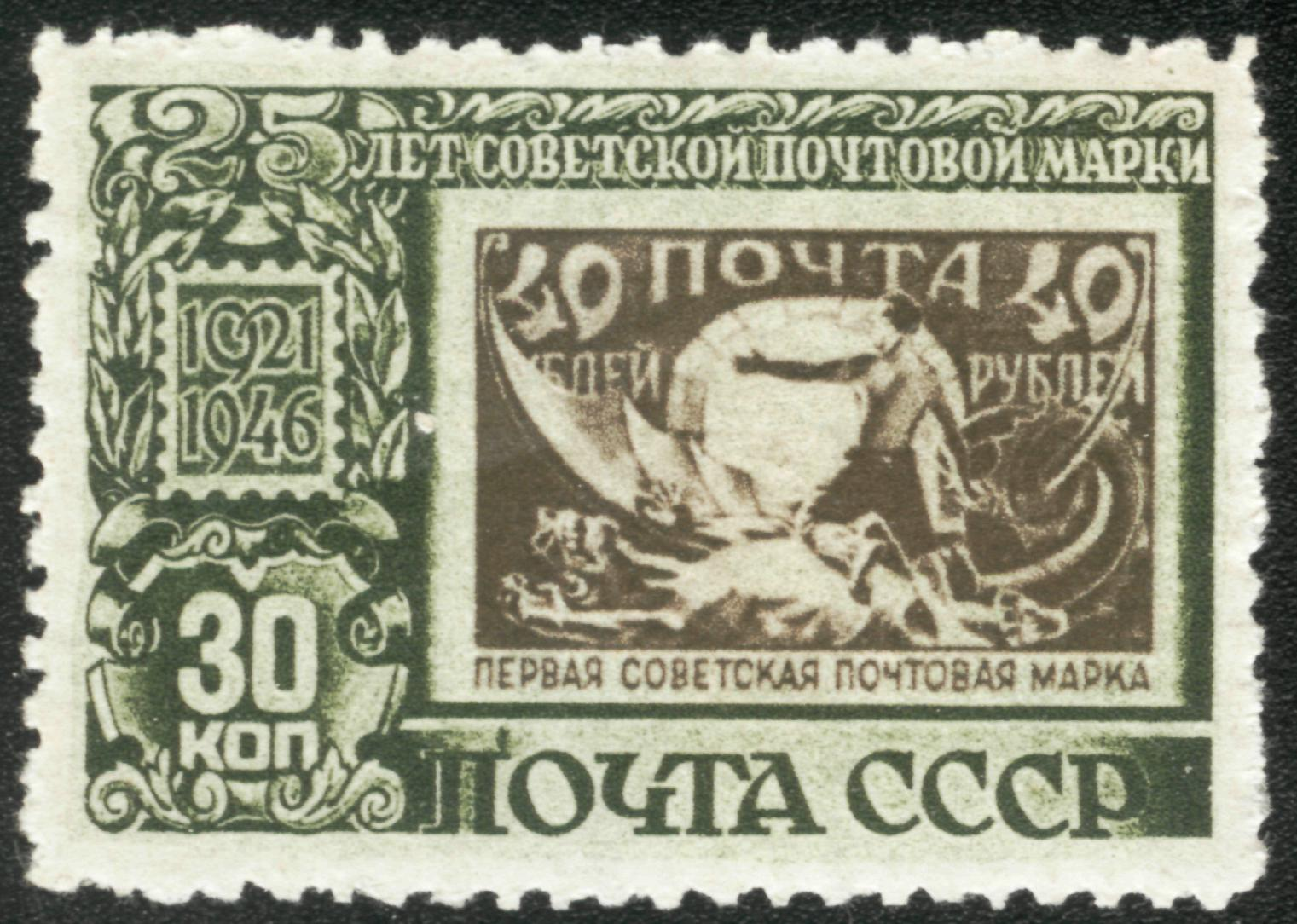
Sonderbriefmarke 25 Jahre Sowjetische Post (1946)
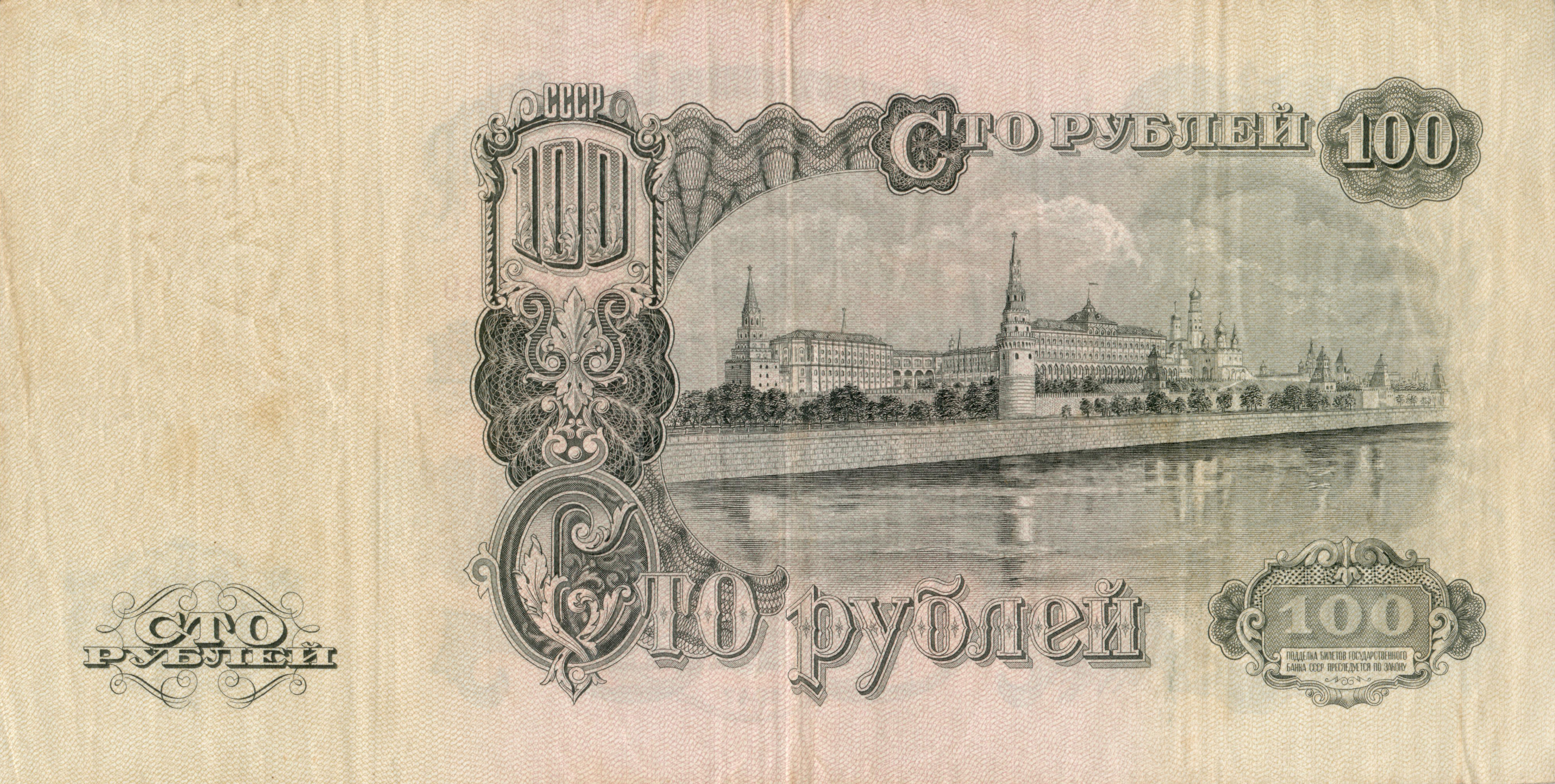
100 Rubel (Rückseite, 1947)
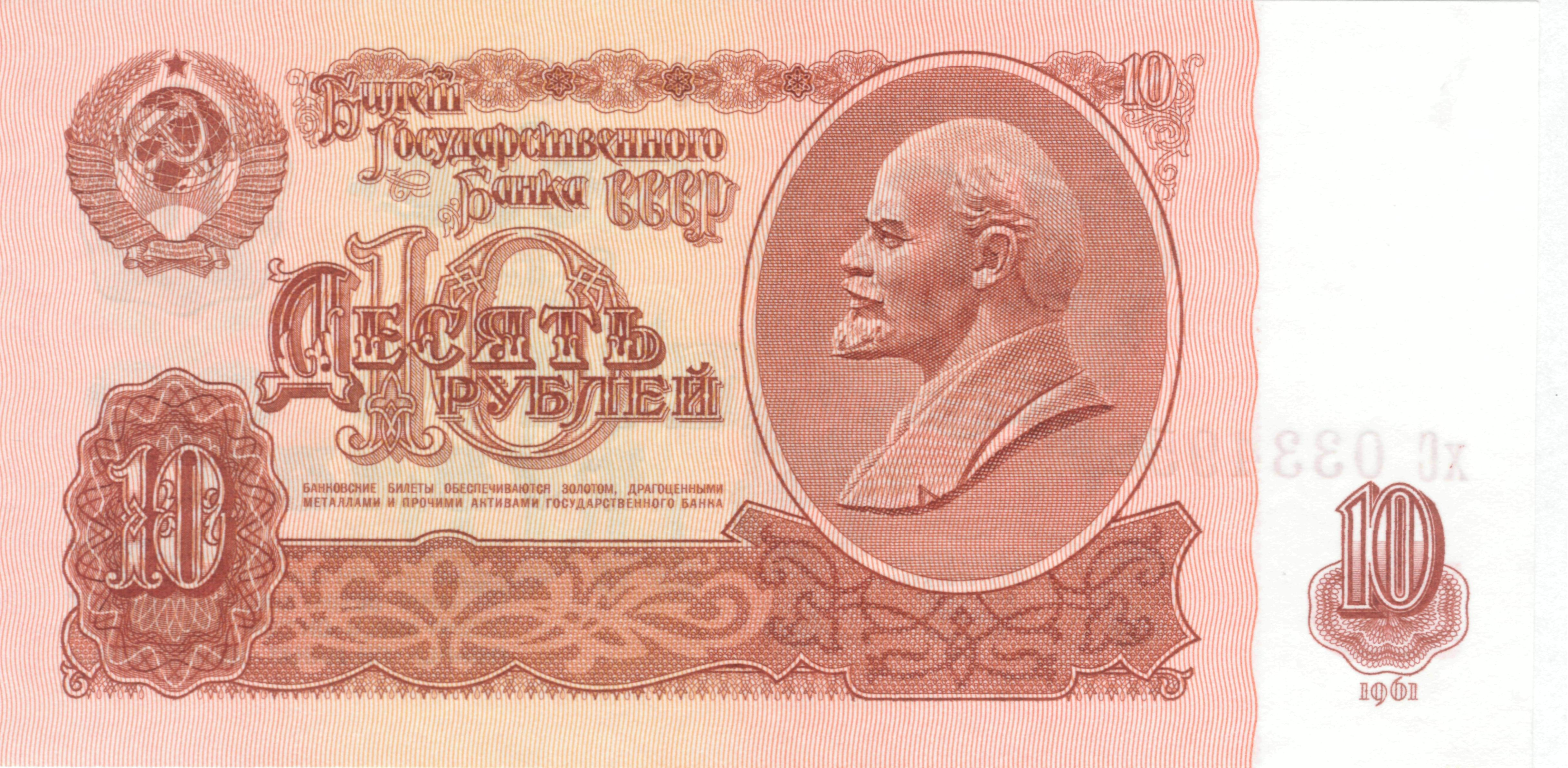
10 Rubel (Vorderseite, 1961)
Rubelscheine (Rückseiten, 1991)